# Какможское (сельское поселение)
Какможское — упразднённое муниципальное образование со статусом сельского поселения в Вавожском районе Удмуртии Российской Федерации.
Административный центр — село Какмож.
Законом Удмуртской Республики от 26 апреля 2021 года № 30-РЗ к 9 мая 2021 года упразднено в связи с преобразованием муниципального района в муниципальный округ.

## История
Статус и границы сельского поселения установлены Законом Удмуртской Республики от 14 июля 2005 года № 46-РЗ «Об установлении границ муниципальных образований и наделении соответствующим статусом муниципальных образований на территории Вавожского района Удмуртской Республики».

## Население
| 2010  | 2012  | 2013  | 2014  | 2015  | 2016  |
| ----- | ----- | ----- | ----- | ----- | ----- |
| 1753  | ↘1703 | ↘1643 | ↘1640 | ↘1593 | ↘1560 |
| 2017  | 2018  | 2019  | 2020  | 2021  |       |
| ↘1529 | ↘1502 | ↘1441 | ↘1417 | ↘1091 |       |

## Состав сельского поселения
| № | Населённый пункт | Тип населённого пункта       | Население |
| - | ---------------- | ---------------------------- | --------- |
| 1 | Инга             | деревня                      | ↘39       |
| 2 | Какмож           | село, административный центр | ↘1439     |
| 3 | Какмож-Итчи      | деревня                      | ↘45       |
| 4 | Лыстем           | деревня                      | ↗165      |
| 5 | Нижний Юсь       | деревня                      | ↘2        |
| 6 | Октябрьский      | деревня                      | ↘13       |